# Maihuenia poeppigii
Maihuenia poeppigii är en kaktusväxtart som först beskrevs av Christoph Friedrich Otto och Louis Ludwig Karl Georg Pfeiffer, och fick sitt nu gällande namn av Frédéric Albert Constantin Weber och Karl Moritz Schumann. Maihuenia poeppigii ingår i släktet Maihuenia och familjen kaktusväxter. Inga underarter finns listade i Catalogue of Life.

## Bildgalleri

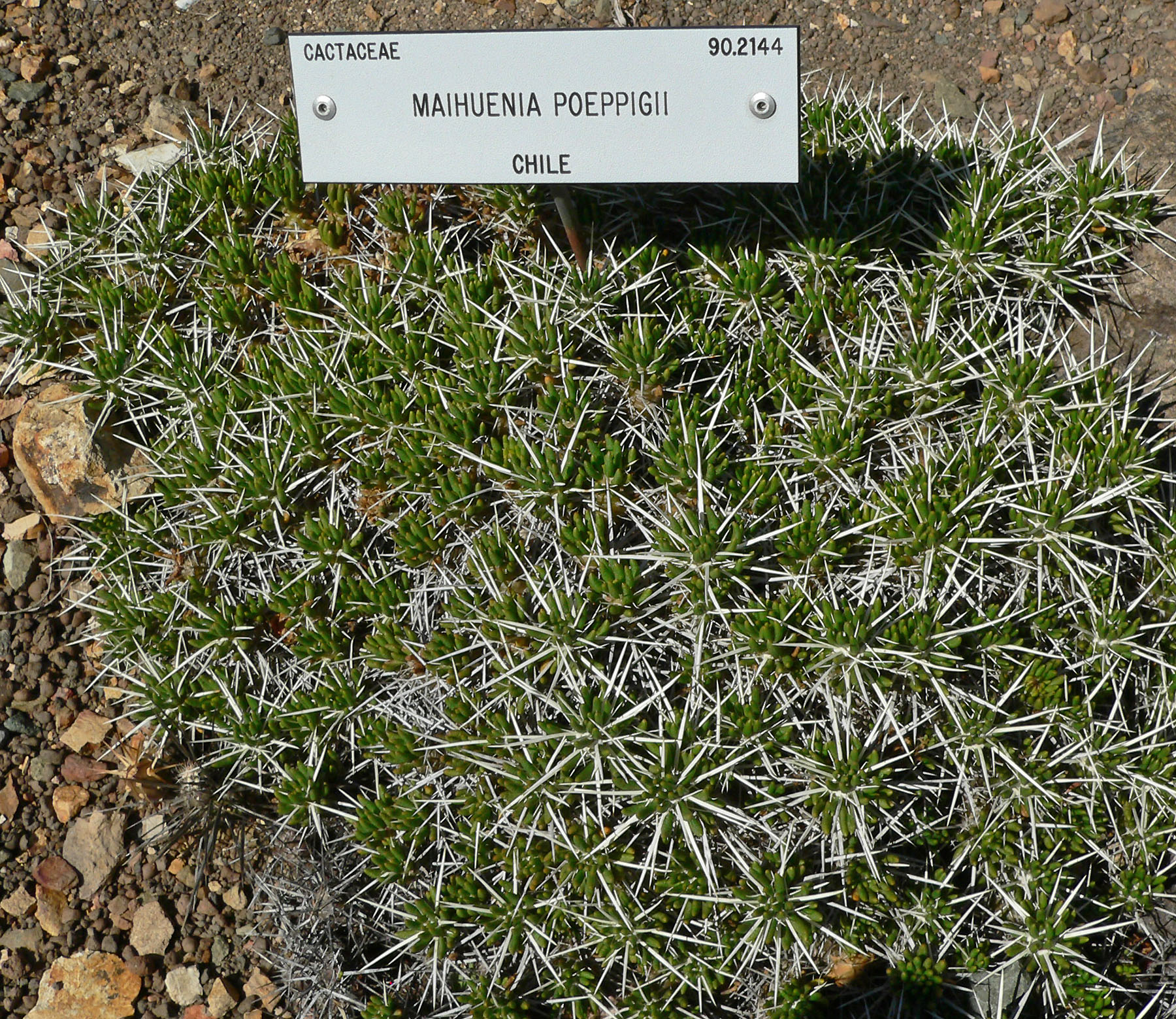
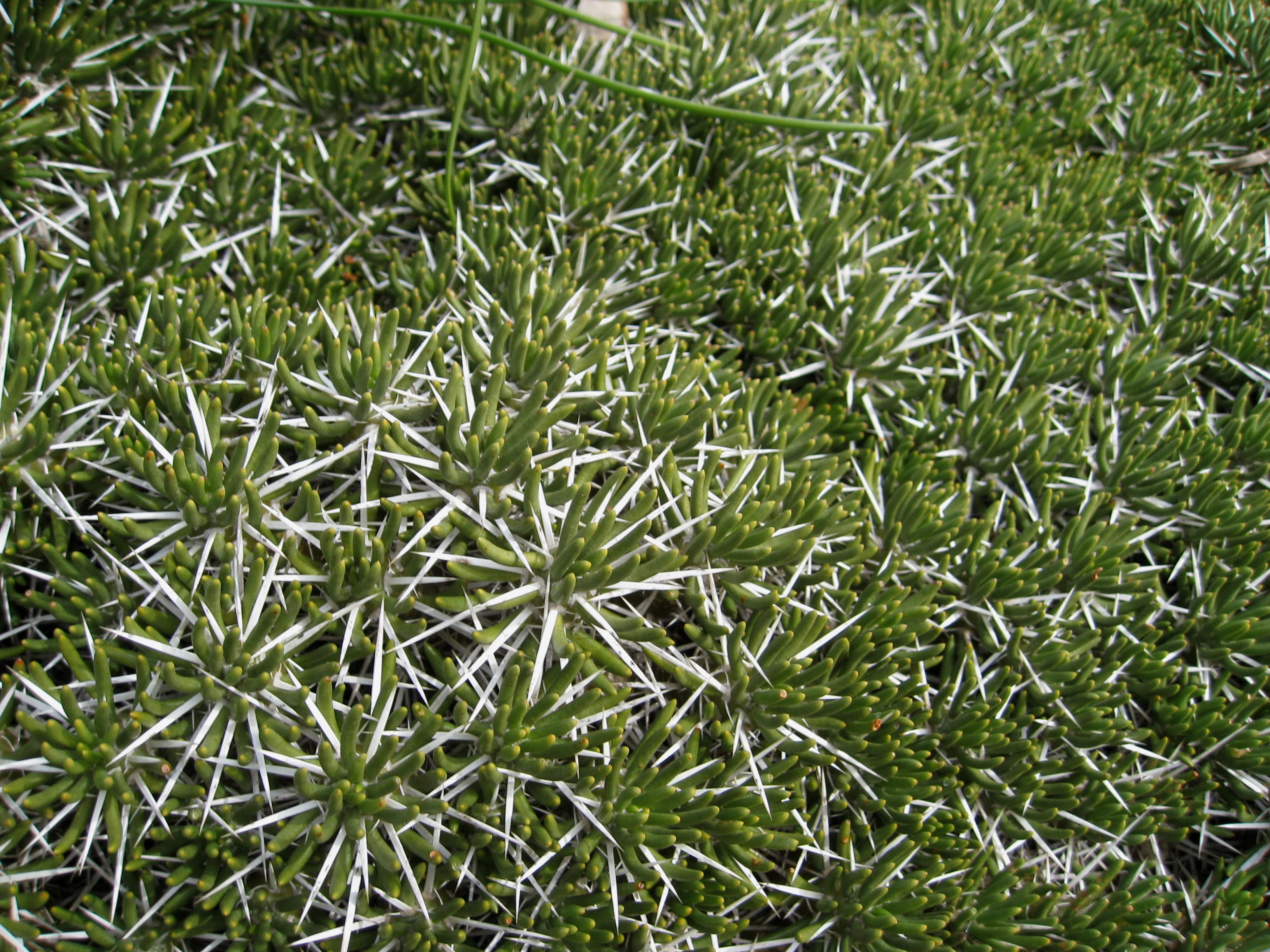
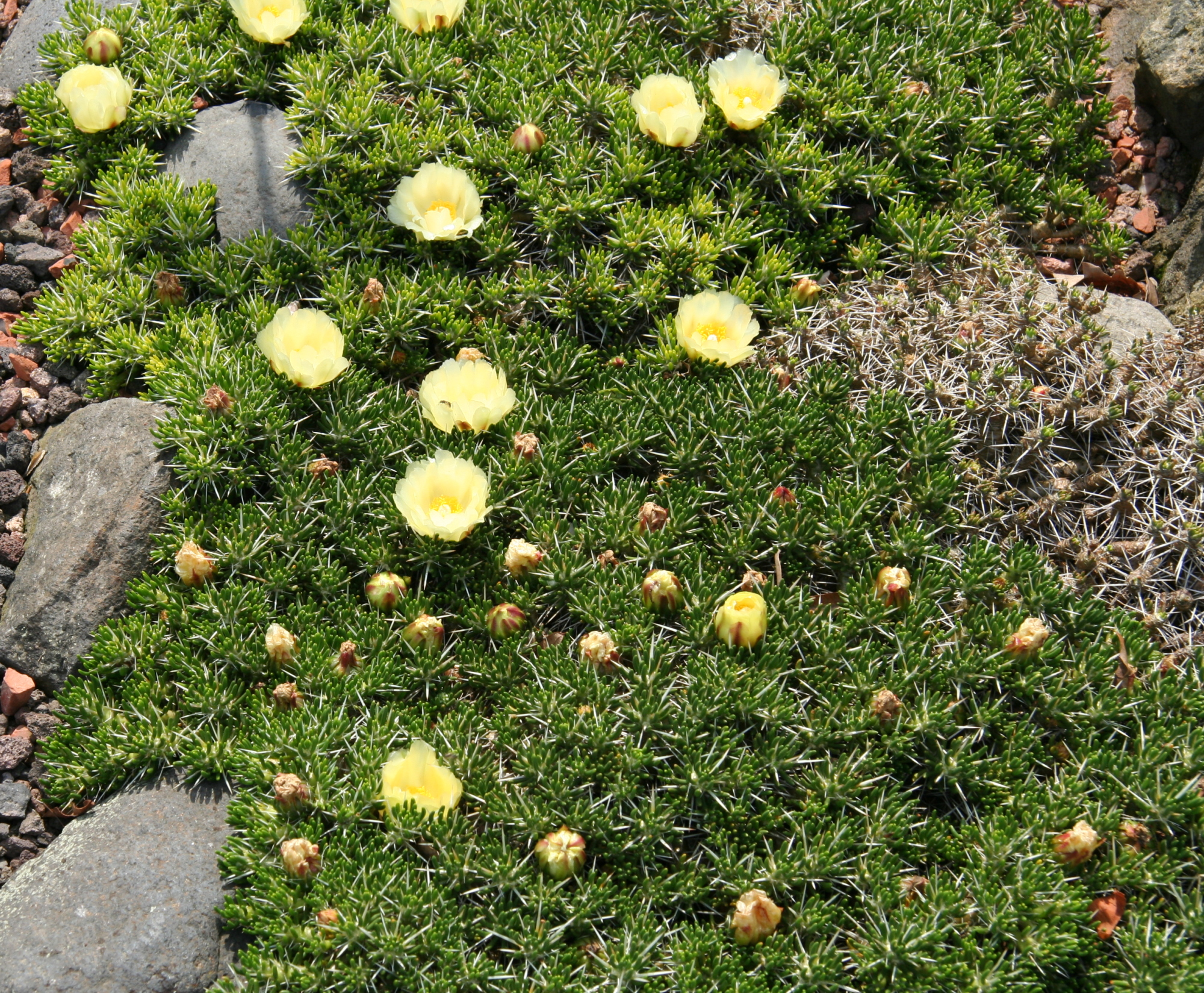
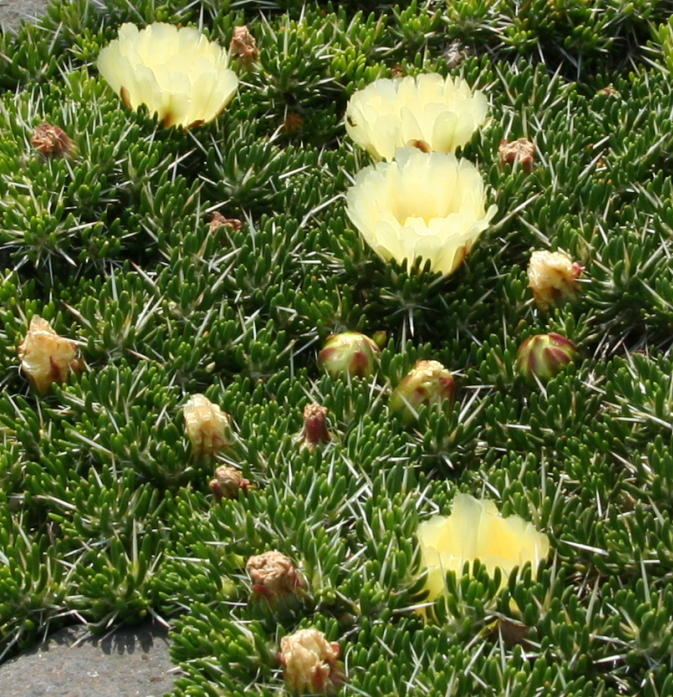
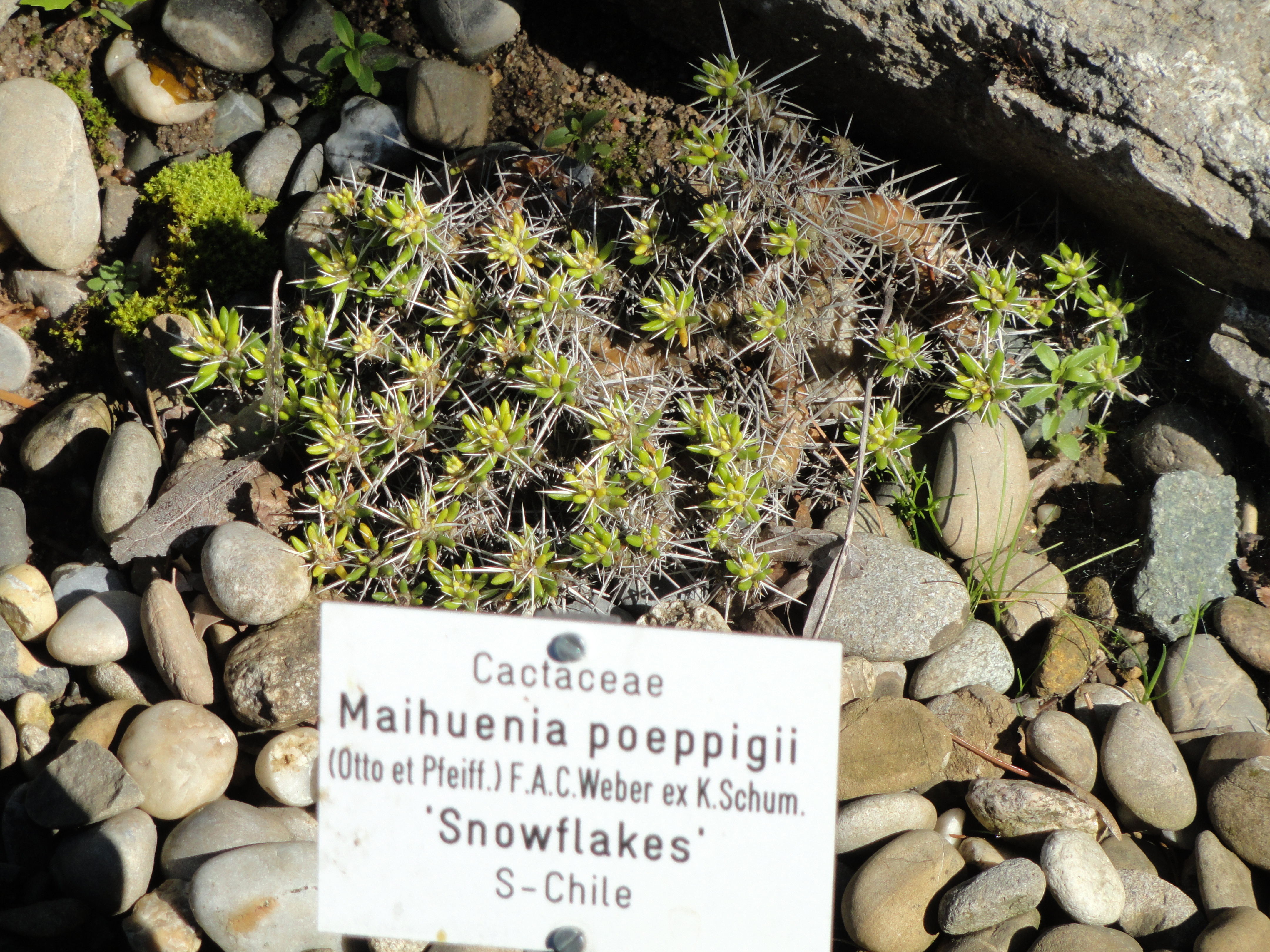